# Amfreville (Calvados)
Pour les articles homonymes, voir Amfreville.
Ne doit pas être confondu avec Amfreville (Manche).
Amfreville ou Amfréville est une commune française, située dans le département du Calvados en région Normandie, peuplée de 1 373 habitants.

## Géographie
Amfreville est située à 2 km de Sallenelles à 49° 14′ 54″ N, 0° 14′ 06″ O, le long de l'Orne.
Le 1er janvier 2017, la commune passe de l'arrondissement de Caen à celui de Lisieux
| Ouistreham | Sallenelles | Merville-Franceville-Plage |
|            | Amfreville  |                            |
| Bénouville | Ranville    | Bréville-les-Monts         |

### Hydrographie
La commune est située dans le bassin Seine-Normandie. Elle est drainée par l'Orne et le cours d'eau 01 des Terrains François,,.
L'Orne, d'une longueur de 170 km, prend sa source dans la commune d'Aunou-sur-Orne et se jette  dans l'embouchure de l'Orne à Merville-Franceville-Plage, après avoir traversé 60 communes. 

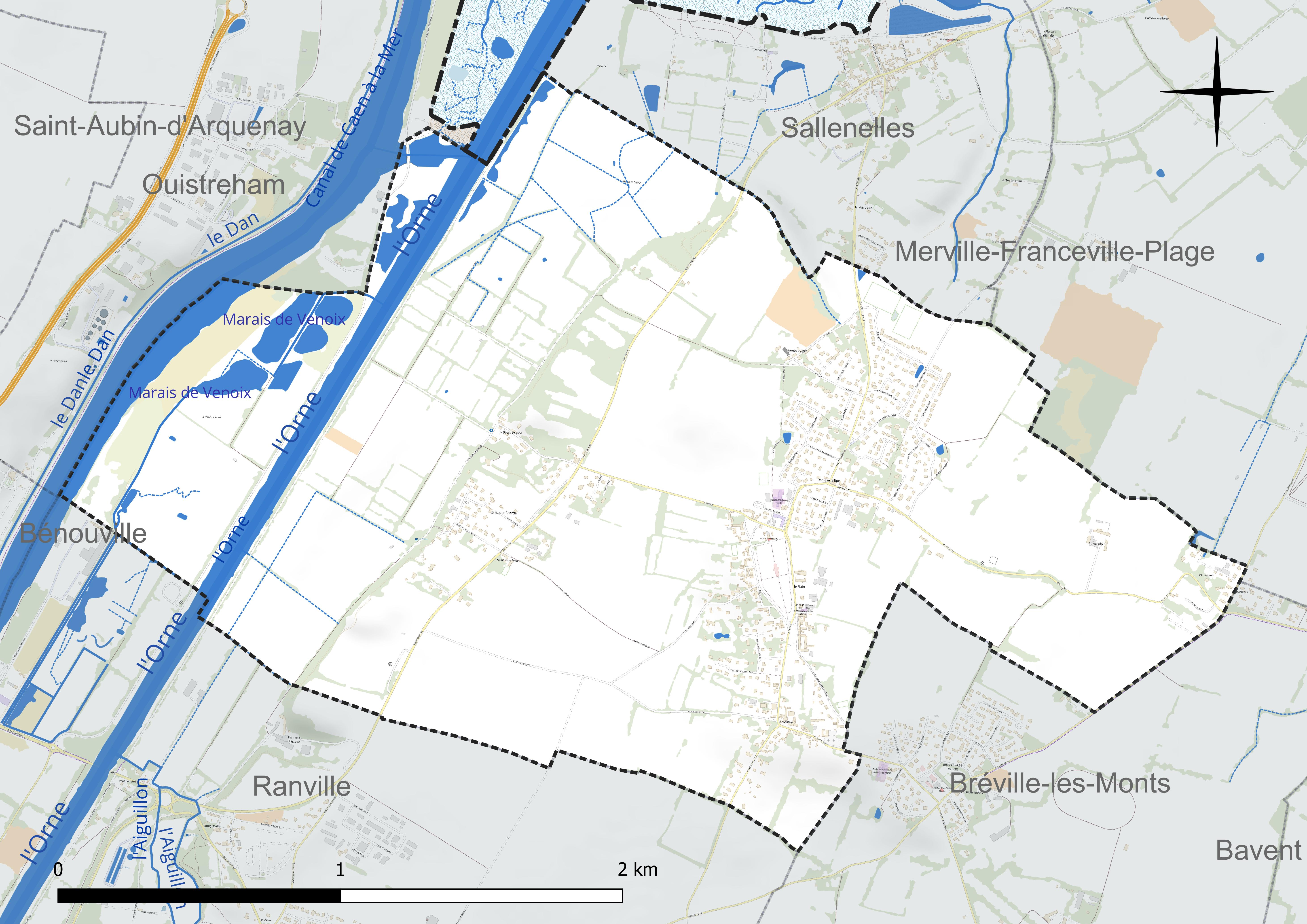
Réseau hydrographique d'Amfreville.

Un plan d'eau complète le réseau hydrographique : le marais de Venoix, d'une superficie totale de 3,5 ha (3,5 ha sur la commune),.

### Climat
Pour des articles plus généraux, voir Climat de la Normandie et Climat du Calvados.
En 2010, le climat de la commune est de type climat océanique altéré, selon une étude du CNRS s'appuyant sur une série de données couvrant la période 1971-2000. En 2020, Météo-France publie une typologie des climats de la France métropolitaine dans laquelle la commune est exposée à un climat océanique et est dans la région climatique Normandie (Cotentin, Orne), caractérisée par une pluviométrie relativement élevée (850 mm/a) et un été frais (15,5 °C) et venté. Parallèlement le GIEC normand, un groupe régional d'experts sur le climat, différencie quant à lui, dans une étude de 2020, trois grands types de climats pour la région Normandie, nuancés à une échelle plus fine par les facteurs géographiques locaux. La commune est, selon ce zonage, exposée à un « climat des plateaux abrités », correspondant à la plaine agricole de Caen à Falaise, sous le vent des collines de Normandie et proche de la mer, se caractérisant par une pluviométrie et des contraintes thermiques modérées.
Pour la période 1971-2000, la température annuelle moyenne est de 10,9 °C, avec  une amplitude thermique annuelle de 12,1 °C. Le cumul annuel moyen de précipitations est de 721 mm, avec 11,4 jours de précipitations en janvier et 7,3 jours en juillet. Pour la période 1991-2020, la température moyenne annuelle observée sur la station météorologique la plus proche, située sur la commune de Sallenelles à 2 km à vol d'oiseau, est de 11,8 °C et le cumul annuel moyen de précipitations est de 735,8 mm,. Pour l'avenir, les paramètres climatiques de la commune estimés pour 2050 selon différents scénarios d'émission de gaz à effet de serre sont consultables sur un site dédié publié par Météo-France en novembre 2022.

## Urbanisme

### Typologie
Au 1er janvier 2024, Amfreville est catégorisée bourg rural, selon la nouvelle grille communale de densité à 7 niveaux définie par l'Insee en 2022.
Elle est située hors unité urbaine. Par ailleurs la commune fait partie de l'aire d'attraction de Caen, dont elle est une commune de la couronne,. Cette aire, qui regroupe 296 communes, est catégorisée dans les aires de 200 000 à moins de 700 000 habitants,.
La commune, bordée par la baie de Seine, est également une commune littorale au sens de la loi du 3 janvier 1986, dite loi littoral. Des dispositions spécifiques d'urbanisme s'y appliquent dès lors afin de préserver les espaces naturels, les sites, les paysages et l'équilibre écologique du littoral, tel le principe d'inconstructibilité, en dehors des espaces urbanisés, sur la bande littorale des 100 mètres, ou plus si le plan local d'urbanisme le prévoit.

### Occupation des sols
L'occupation des sols de la commune, telle qu'elle ressort de la base de données européenne d'occupation biophysique des sols Corine Land Cover (CLC), est marquée par l'importance des territoires agricoles (74,8 % en 2018), en diminution par rapport à 1990 (78,3 %). La répartition détaillée en 2018 est la suivante : 
terres arables (55 %), prairies (19,8 %), zones urbanisées (16,4 %), eaux continentales (3,5 %), zones industrielles ou commerciales et réseaux de communication (3,3 %), eaux maritimes (1,2 %), zones humides côtières (0,8 %). L'évolution de l'occupation des sols de la commune et de ses infrastructures peut être observée sur les différentes représentations cartographiques du territoire : la carte de Cassini (XVIIIe siècle), la carte d'état-major (1820-1866) et les cartes ou photos aériennes de l'IGN pour la période actuelle (1950 à aujourd'hui).

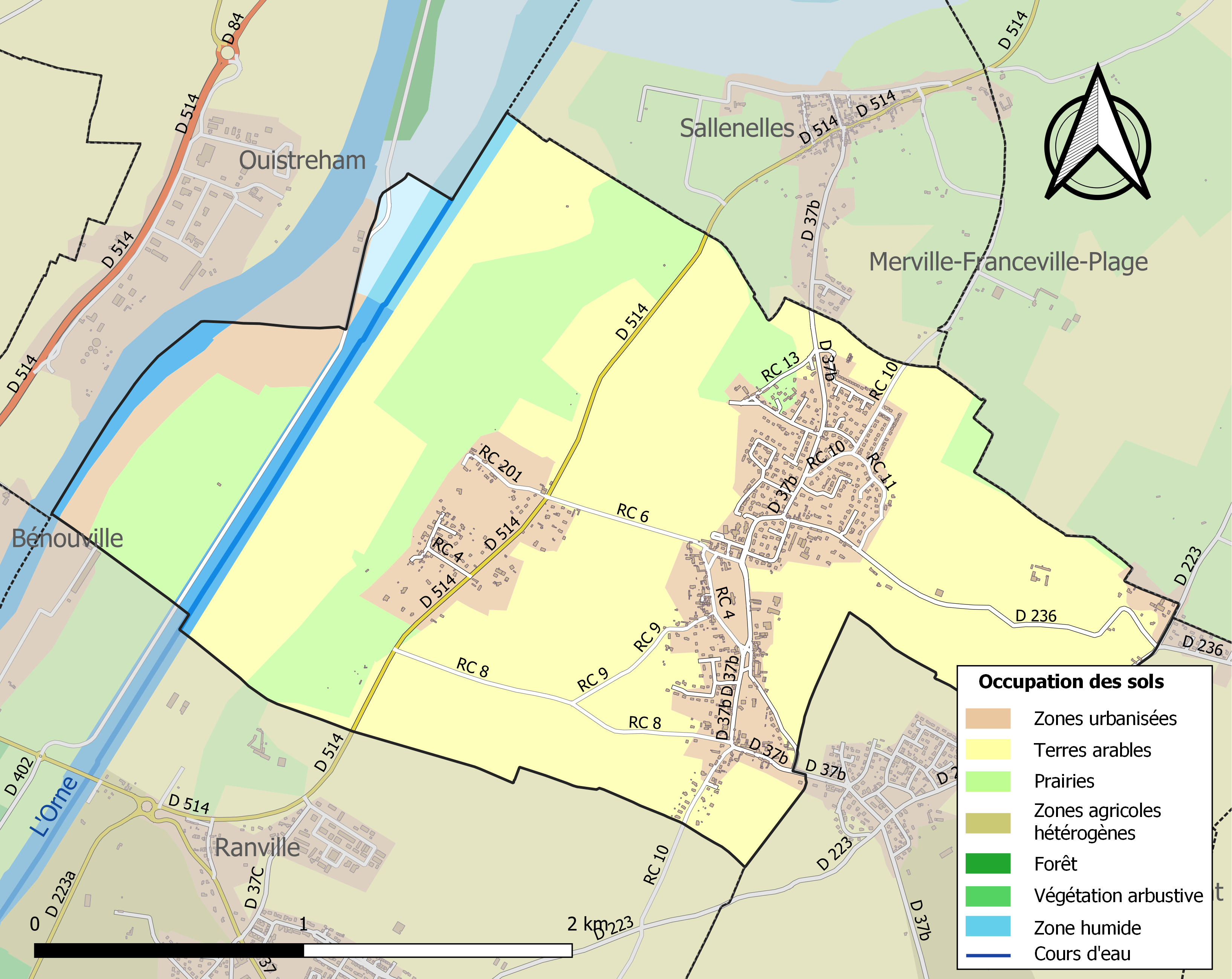
Carte des infrastructures et de l'occupation des sols de la commune en 2018 (CLC).

## Toponymie
Le nom de la localité est attesté sous les formes Asfredivilla en  1035 et 1037 ; Amfreivilla en 1198 ; Auffreville en 1326.
Toponyme médiéval en -ville « domaine rural » (élément issu du gallo-roman VILLA « domaine rural »). Le premier élément est l'anthroponyme norrois Asfrid (Asfridr ou *Ásfriðr), d'où le sens global de « domaine rural d'Asfridr ».
Ce nom de personne se poursuit dans les patronymes normands Anfray, Anfroy et Anfry / Anfrie / Lanfry.
Remarque : nombre de publications et de cartes routières utilisent la graphie Amfréville avec un accent aigu sur le premier e. D'après le site spécialisé Nordic Names qui mentionne ses sources, le nom de personne norrois *Ásfriðr n'est pas attesté en tant que nom de personne masculin, mais féminin, en revanche le nom de personne vieux danois Asfrith qui en procède est bien masculin.

## Histoire

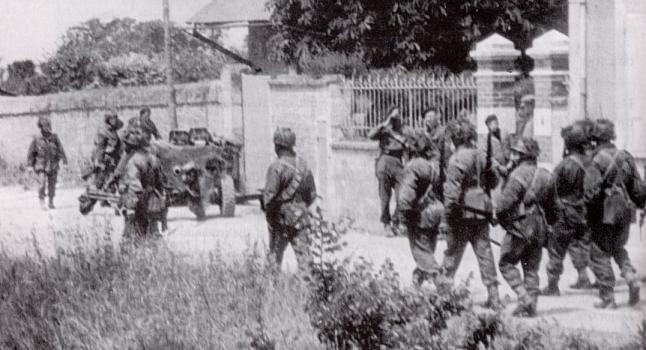
Troupes britanniques de commandos (bérets) et du neuvième bataillon parachutiste (casques et blousons Denison), opérant dans Amfreville en juin 1944.

Jusqu'au milieu du XIXe siècle, Amfreville se trouvait intégralement sur la rive droite de l'Orne. Lors de la construction du canal de Caen à la mer, ouvert à la navigation en 1857, l'Orne est redressée entre Ranville et le corps de garde de Sallenelles ; l'ancien lit du fleuve est en partie repris par le canal entre pont de Bénouville (actuel Pegasus Bridge) et le déversoir du Maresquier,,. Une petite partie de la commune se trouve donc désormais en rive gauche de l'Orne et en rive droite du canal.
Géographiquement proche du littoral où a lieu le débarquement de Normandie, Amfreville est libérée dès le jour J, le 6 juin 1944. Des combats s'y déroulent les jours suivants durant la bataille pour le contrôle de la position stratégique de Bréville (en). Le château d'Amfreville, datant du XVIIIe siècle, est détruit pendant les combats.

## Politique et administration

### Liste des maires
| Période                                  | Période   | Identité         | Étiquette | Qualité                                                         |
| ---------------------------------------- | --------- | ---------------- | --------- | --------------------------------------------------------------- |
| 1945                                     | mars 1989 | Aldéric Picard   |           |                                                                 |
| mars 1989                                | En cours  | Xavier Madelaine | PS        | Cadre SNCF, conseiller général du canton de Cabourg (2008-2015) |
| Les données manquantes sont à compléter. |           |                  |           |                                                                 |

### Jumelages
- Dolton (Royaume-Uni) depuis 1981[28],
- Hillerse (Allemagne) depuis 1999[28],
- Brunehaut (Belgique)[29].

## Démographie
L'évolution du nombre d'habitants est connue à travers les recensements de la population effectués dans la commune depuis 1793. Pour les communes de moins de 10 000 habitants, une enquête de recensement portant sur toute la population est réalisée tous les cinq ans, les populations de référence des années intermédiaires étant quant à elles estimées par interpolation ou extrapolation. Pour la commune, le premier recensement exhaustif entrant dans le cadre du nouveau dispositif a été réalisé en 2004.
En 2022, la commune comptait 1 373 habitants, en évolution de −3,31 % par rapport à 2016 (Calvados : +1,58 %, France hors Mayotte : +2,11 %).
| 1793 | 1800 | 1806 | 1821 | 1831 | 1841 | 1846 | 1851 | 1856 |
| ---- | ---- | ---- | ---- | ---- | ---- | ---- | ---- | ---- |
| 700  | 610  | 619  | 573  | 564  | 623  | 608  | 586  | 548  |

| 1861 | 1866 | 1872 | 1876 | 1881 | 1886 | 1891 | 1896 | 1901 |
| ---- | ---- | ---- | ---- | ---- | ---- | ---- | ---- | ---- |
| 575  | 533  | 482  | 460  | 412  | 410  | 387  | 387  | 316  |

| 1906 | 1911 | 1921 | 1926 | 1931 | 1936 | 1946 | 1954 | 1962 |
| ---- | ---- | ---- | ---- | ---- | ---- | ---- | ---- | ---- |
| 333  | 318  | 335  | 350  | 378  | 357  | 386  | 404  | 482  |

| 1968 | 1975 | 1982 | 1990 | 1999  | 2004  | 2006  | 2009  | 2014  |
| ---- | ---- | ---- | ---- | ----- | ----- | ----- | ----- | ----- |
| 444  | 615  | 819  | 905  | 1 056 | 1 172 | 1 187 | 1 188 | 1 383 |

| 2019  | 2022  | - | - | - | - | - | - | - |
| ----- | ----- | - | - | - | - | - | - | - |
| 1 356 | 1 373 | - | - | - | - | - | - | - |

## Culture locale et patrimoine

### Lieux et monuments
- Le Plain, place avec sa plantation d'arbres, l'église et les mares, site inscrit zone naturelle d'intérêt écologique, faunistique et floristique[34].
- Château du Hameau Hauger (parfois orthographié Oger), de la fin du XVIIIe ou du début du XIXe siècle.
- Église Saint-Martin d'Amfreville.

### Héraldique
| Blason de Amfreville | Blason  | Parti : au 1er d'azur à un soldat d'or suspendu à son parachute d'argent, le tout surmonté d'une colombe volante du même, au chef de gueules chargé de deux léopards d'or l'un sur l'autre, au 2e de sinople à une gerbe de blé d'or, au chef cousu d'azur aux deux fasces ondée d'argent et à la barque contournée de gueules habillée de même brochant sur le tout. |
| Blason de Amfreville | Détails | Les deux léopards d'or des armoiries d'Amfreville rappellent les armoiries de la Normandie. Le statut officiel du blason reste à déterminer. |